# 해남군의회
해남군의회는 전라남도 해남군 지역을 관할하는 기초의회이다.